# 회선 교환
회선 교환(Circuit switching)은 두 네트워크 노드가 통신하기 전에 네트워크를 통해 전용 통신 채널(회선)을 설정하는 통신 네트워크 구현 방법이다. 이 회선은 채널의 전체 대역폭을 보장하며 통신 세션 기간 동안 연결 상태를 유지한다. 이 회선은 마치 노드가 전기 회로처럼 물리적으로 연결된 것처럼 작동한다.
회선 교환은 아날로그 전화망에서 시작되었으며, 네트워크는 전화 통화 기간 동안 두 전화기 사이에 전용 회선을 생성한다. 이는 현대 디지털 네트워크에서 사용되는 메시지 교환 및 패킷 교환과 대조된다. 이들 네트워크에서는 교환 센터 간의 간선이 전용 회선 없이 데이터 패킷 형태로 여러 다른 노드 간에 데이터를 전송한다.

## 설명
회선 교환 네트워크의 대표적인 예는 초기 아날로그 전화망이다. 한 전화기에서 다른 전화기로 전화 통화를 걸면, 전화 교환기 내의 스위치들이 통화가 지속되는 동안 두 전화기 사이에 연속적인 유선 회선을 생성한다.
회선 교환에서는 연결 중 비트 지연이 일정하다(패킷 큐가 다양하고 잠재적으로 무한히 긴 패킷 전송 지연을 유발할 수 있는 패킷 교환과는 다르게). 회선이 해제되고 새로운 연결이 설정될 때까지 다른 발신자가 사용할 수 없도록 보호되기 때문에, 경쟁하는 사용자들로 인해 어떤 회선도 성능이 저하될 수 없다. 실제 통신이 이루어지지 않더라도 채널은 예약되어 있으며 경쟁하는 사용자들로부터 보호된다.
회선 교환은 일반적으로 음성 회선을 연결하는 데 사용되지만, 두 통신 당사자 또는 노드 사이에 지속되는 전용 경로의 개념은 음성 이외의 신호 콘텐츠로 확장될 수 있다. 회선 교환을 사용하는 이점은 패킷과 관련된 오버헤드 없이 연속적인 전송을 제공하여 해당 통신에 사용 가능한 대역폭을 최대한 활용한다는 것이다. 한 가지 단점은 연결에 보장된 미사용 용량이 동일한 네트워크의 다른 연결에 사용될 수 없기 때문에 상대적으로 비효율적일 수 있다는 것이다. 또한 회선이 끊어지면 통화가 설정되지 않거나 끊어질 수 있다.

## 통화
호 설정 및 제어(및 기타 관리 목적)를 위해 종단 노드에서 네트워크로 별도의 전용 신호 채널을 사용할 수 있다. 종합 정보 통신망은 별도의 신호 채널을 사용하는 서비스 중 하나이며, 일반 전화 서비스 (POTS)는 그렇지 않다.
연결 설정 및 네트워크를 통한 진행 상황 모니터링 및 종료 방법은 CCS7 패킷 교환 신호 프로토콜을 사용하여 호 설정 및 제어 정보를 통신하고 TDM을 사용하여 실제 회선 데이터를 전송하는 전화 교환기 간의 링크의 경우와 같이 별도의 채널 신호를 활용할 수도 있다.
초기 전화 교환기는 회선 교환의 적합한 예였다. 가입자는 교환원에게 다른 가입자에게 연결해 달라고 요청했으며, 이는 동일한 교환기 내에서든 교환기 간 링크 및 다른 교환원을 통해서든 이루어졌다. 그 결과 통화가 지속되는 동안 두 가입자의 전화기 사이에 물리적인 전기적 연결이 이루어졌다. 연결에 사용된 구리선은 가입자가 실제로 통화하지 않고 회선이 조용하더라도 동시에 다른 통화를 전달하는 데 사용할 수 없었다.

## 대안
회선 교환에서는 소스에서 목적지까지 경로와 관련 대역폭이 예약되므로, 연결이 계속 사용 중이든 아니든 용량이 예약되어 회선 교환은 상대적으로 비효율적이다. 회선 교환은 메시지 교환 및 패킷 교환과 대조된다. 이 두 방법 모두 일반적인 데이터 전송 네트워크 조건에서 여러 통신 세션 간에 사용 가능한 네트워크 대역폭을 더 잘 활용할 수 있다.
메시지 교환은 메시지 전체를 한 번에 한 홉씩, 즉 메시지 전체를 저장 후 전달 방식으로 라우팅한다. 패킷 교환은 전송될 데이터를 독립적으로 네트워크를 통해 전송되는 패킷으로 나눈다. 네트워크 링크는 한 번에 하나의 통신 세션에 전용되는 대신 여러 경쟁 통신 세션의 패킷에 의해 공유되어 회선 교환이 제공하는 서비스 품질 보장을 상실하게 된다.
패킷 교환은 연결형 통신 또는 비연결형 통신을 기반으로 할 수 있다. 즉, 가상 회선 또는 데이터그램을 기반으로 한다.
가상 회선은 패킷 교환 기술을 사용하는데, 이는 패킷이 전송되기 전에 연결이 설정되고 패킷이 순서대로 전달된다는 점에서 회선 교환을 에뮬레이트한다.
비연결형 패킷 교환은 전송될 데이터를 독립적으로 네트워크를 통해 전송되는 데이터그램이라고 불리는 패킷으로 나눈다. 각 데이터그램에는 목적지와 관련 패킷의 순서를 지정하기 위한 시퀀스 번호가 레이블링되어 있어 패킷이 목적지에 도달하는 데 도움이 되는 전용 경로가 필요하지 않다. 각 데이터그램은 독립적으로 발송되며 각 데이터그램은 다른 경로를 통해 라우팅될 수 있다. 목적지에서 원래 메시지는 패킷 번호에 따라 재정렬되어 원래 메시지를 재현한다. 결과적으로 데이터그램 패킷 교환 네트워크는 회선 설정이 필요하지 않으며 많은 노드 쌍이 동일한 채널을 통해 동시에 통신할 수 있도록 한다.
동일한 물리적 도체를 통해 여러 통신 연결을 다중화하는 것은 오랫동안 가능했지만, 다중화된 링크의 각 채널은 한 번에 하나의 통화에 전용되거나 통화 간에 유휴 상태였다.

## 회선 교환 네트워크의 예
- 공중 교환 전화망 (PSTN)
- 종합 정보 통신망의 B 채널
- GSM과 같은 셀룰러 시스템의 회선 교환 데이터 (CSD) 및 고속 회선 교환 데이터 (HSCSD) 서비스
- 데이터킷
- X.21 (독일의 DATEX-L 및 스칸디나비아의 DATEX 회선 교환 데이터 네트워크에서 사용됨)
- 광 메시 네트워크

## 같이 보기
- 패킷교환 네트워크